# Trachylepis boulengeri
Trachylepis boulengeri är en ödleart som beskrevs av  Richard Sternfeld 1911. Trachylepis boulengeri ingår i släktet Trachylepis och familjen skinkar. Inga underarter finns listade i Catalogue of Life.